# Indomalayische Pinselschwanz-Baummaus
Die Indomalayische Pinselschwanz-Baummaus (Chiropodomys gliroides) ist eine Säugetierart aus der Gattung der Pinselschwanz-Baummäuse (Chiropodomys) innerhalb der Nagetiere (Rodentia). Sie ist vom Süden der Volksrepublik China bis in den Nordosten Indiens und Teilen Südostasiens verbreitet.

## Merkmale
Die Indomalayische Pinselschwanz-Baummaus erreicht eine Kopf-Rumpf-Länge von 8,1 bis 10,1 Zentimeter und eine Schwanzlänge von 10,5 bis 13,4 Zentimeter bei einem Gewicht von 20 bis 33 Gramm. Die Hinterfußlänge beträgt 18 bis 22 Millimeter und die Ohrlänge 16 bis 20 Millimeter. Das Rückenfell ist weich und locker, in der Färbung ist es rotbraun. Die Bauchseite ist cremeweiß und gegenüber der Rückenfärbung scharf abgegrenzt. Die Schnauze ist kurz, die Augen sind sehr groß und von einem dunklen Augenring umgeben. Die Vibrissen sind lang und reichen zurückgelegt bis hinter die Ohren. Der Schwanz ist graubraun und endet in einem Büschel etwa 3,5 Millimeter langer Haare. Die Oberseiten der Vorderfüße sind weiß, die der Hinterfüße weiß mit braunem Fleck. Der erste Zeh des Hinterfußes ist mit einem Nagel statt einer Kralle besetzt und er ist gegenüber den restlichen Zehen opponierbar. Die Weibchen besitzen zwei Paar Zitzen in der Lendengegend.

## Verbreitung
Die Indomalayische Pinselschwanz-Baummaus ist vom Süden der Volksrepublik China bis in den Nordosten Indiens und Teilen Südostasiens verbreitet. In China kommt sie im Westen von Yunnan und auf der Insel Hainan vor. Für Südostasien ist sie von Myanmar und Laos bis in den Osten von Kambodscha, Vietnam, Thailand, auf der malaiischen Halbinsel sowie auf den indonesischen Inseln Java, Sumatra im Süden der Insel, den Mentawai-Inseln und weiteren Inseln dokumentiert. Die Höhenverbreitung reicht bis etwa 2600 Meter.

## Lebensweise
Die Indomalayische Pinselschwanz-Baummaus lebt in Primär- und Sekundärwaldwäldern sowie seltener auch in Bambusbeständen vom Flachland bis in mittlere Höhenlagen von 2600 Metern. Sie ist nachtaktiv und ernährt sich primär herbivor, wobei die Nahrungszusammensetzung bislang nicht bekannt ist. In der Regel hält sich die Ratte im Geäst auf, kann jedoch bei der Futtersuche auch auf den Boden kommen. Die Tiere nutzen Lianen als Laufleisten, wenn sie sich durch das Geäst bewegen.
Die Nester werden in hohlen Stämmen und Ästen angelegt. Eine feste Fortpflanzungszeit ist nicht bekannt, die Weibchen sind polyöstrisch mit einer jeweiligen Östruszeit von einem Tag und einem Menstruationszyklus von mindestens sieben Tagen. Die Tragzeit dauert etwa 20 Tage, ein Wurf besteht aus durchschnittlich zwei Jungtieren.

## Systematik
Die Indomalayische Pinselschwanz-Baummaus wird als eigenständige Art innerhalb der Pinselschwanz-Baummäuse (Gattung Chiropodomys) eingeordnet, die aus sechs Arten besteht. Die wissenschaftliche Erstbeschreibung erfolgte durch Edward Blyth im Jahr 1856, der die Art anhand von Individuen aus Cherrapunji im indischen Bundesstaat Meghalaya (damals Assam) beschrieb.

## Gefährdung und Schutz
Die Art wird von der International Union for Conservation of Nature and Natural Resources (IUCN) als nicht gefährdet (least concern) gelistet. Begründet wird dies durch das große Verbreitungsgebiet, die angenommen großen Bestände, das Vorkommen in mehreren Schutzgebieten sowie durch die verhältnismäßig gute Anpassungsfähigkeit an Lebensraumveränderungen.

## Belege
1. 1 2 3 4 5 6  Indomalayan Tree Mouse In: Andrew T. Smith, Yan Xie: A Guide to the Mammals of China. 2008, S. 259–260.
2. 1 2  Chiropodomys gliroides in der Roten Liste gefährdeter Arten der IUCN 2015-4. Eingestellt von: K. Aplin, D. Lunde, S. Molur, 2008. Abgerufen am 21. Dezember 2015.
3. 1 2   Chiropodomys gliroides (Memento des Originals vom 22. Dezember 2015 im Internet Archive)  Info: Der Archivlink wurde automatisch eingesetzt und noch nicht geprüft. Bitte prüfe Original- und Archivlink gemäß Anleitung und entferne dann diesen Hinweis.. In: Don E. Wilson, DeeAnn M. Reeder (Hrsg.): Mammal Species of the World. A taxonomic and geographic Reference. 2 Bände. 3. Auflage. Johns Hopkins University Press, Baltimore MD 2005, ISBN 0-8018-8221-4.